# Liparetrus brevipes
Liparetrus brevipes är en skalbaggsart som beskrevs av Blackburn 1905. Liparetrus brevipes ingår i släktet Liparetrus och familjen Melolonthidae. Inga underarter finns listade i Catalogue of Life.